# Museu de les Mines de Bellmunt del Priorat
El Museu de les Mines de Bellmunt del Priorat és un centre d'interpretació de la mineria del plom a la comarca del Priorat. Està situat a l'antic complex industrial de la Mina Eugènia, a Bellmunt del Priorat, i va ser inaugurat el 5 de desembre de 2002. Es tracta d'un dels 24 museus del sistema del Museu de la Ciència i de la Tècnica de Catalunya (mNACTEC), institució que articula un sistema de museus i col·leccions arreu del territori català, especialitzats en diversos àmbits temàtics del Patrimoni Industrial, la ciència i la tecnologia.

## Bellmunt del Priorat: un poble miner

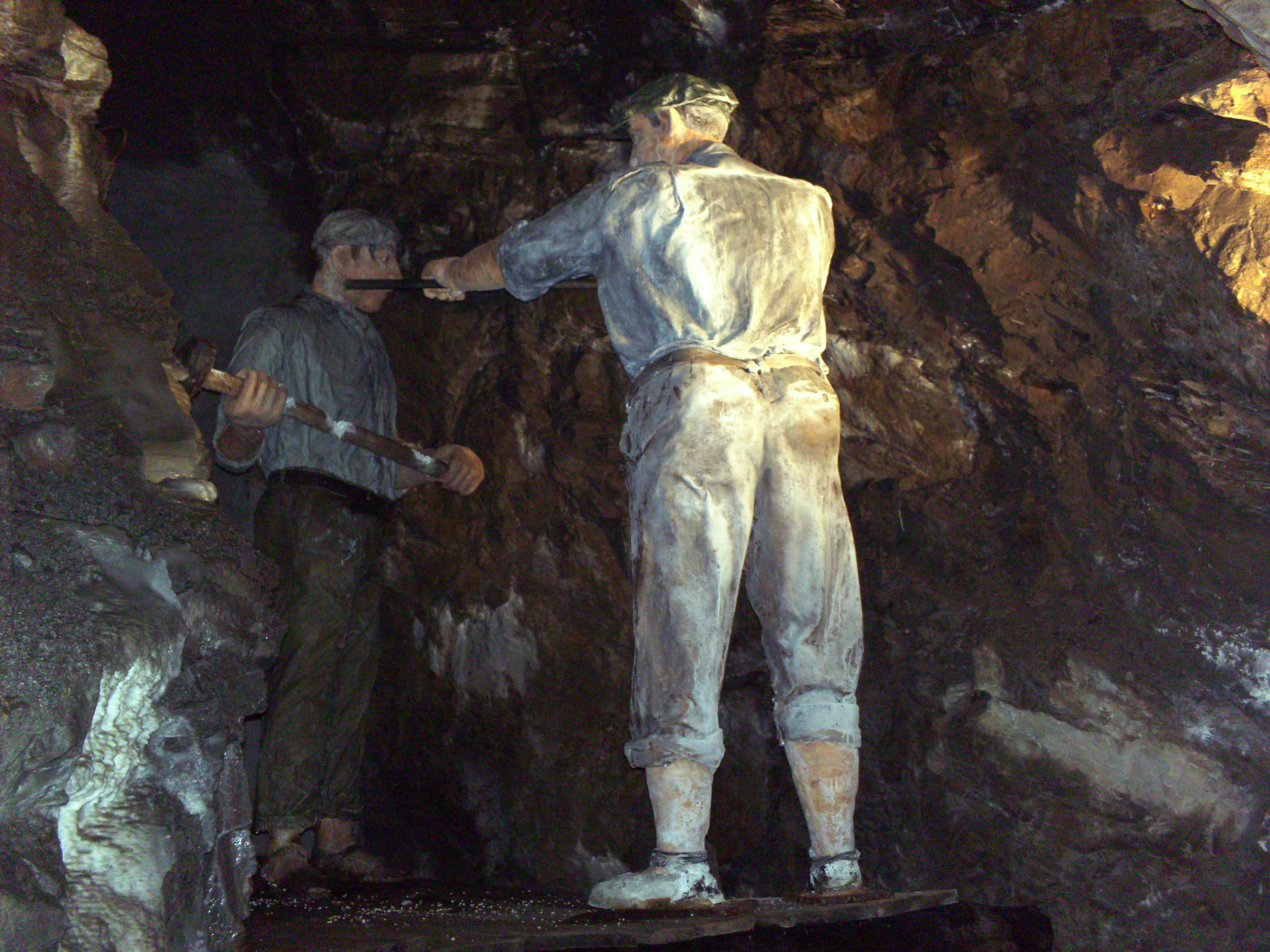
Reproducció de minaires treballant a l'interior de la mina de Bellmunt del Priorat

Bellmunt del Priorat és el poble miner de la comarca del Priorat més important pel que fa a l'extracció de mineral, la galena, tant per la seva qualitat com per la quantitat. Compta amb una llarga tradició minera que, segons alguns autors, es remunta a la prehistòria i que ha conegut diferents períodes d'activitat al llarg del temps. El seu període d'esplendor, però, es produeix entre les dècades de 1920 i de 1960 i es reflecteix d'una forma molt directa en l'augment de població del municipi, principalment pel corrent immigratori, en l'establiment de la colònia minera i, en definitiva, en una manera de ser i de viure pròpia d'un poble miner.
L'activitat minera ha conviscut sempre amb l'agrícola, principalment amb els conreus típics del Priorat, la vinya i l'olivera. Sovint els mateixos treballadors de la mina exercien la pagesia per al sosteniment familiar, ja sigui en terrenys propis o treballant com a jornalers.
El paisatge de la zona és el típic miner, un paisatge consolidat al llarg del temps i que mostra les seves característiques tant a l'exterior com a l'interior, al subsòl. A l'exterior es troben les restes de la indústria associada a l'extracció i al processament del mineral, així com a la seva fosa per a l'obtenció de lingots de plom, com són les xemeneies o els característics castellets instal·lats a peu dels pous mestres, i les terreres de l'escòria del mineral.
El paisatge de l'interior de les mines és com un gran formiguer format per un entramat de galeries que ocupen més de 50 km d'extensió que, en algun cas, han arribat a 620 m de profunditat, com en la mina Eugènia.

## La mina Eugènia

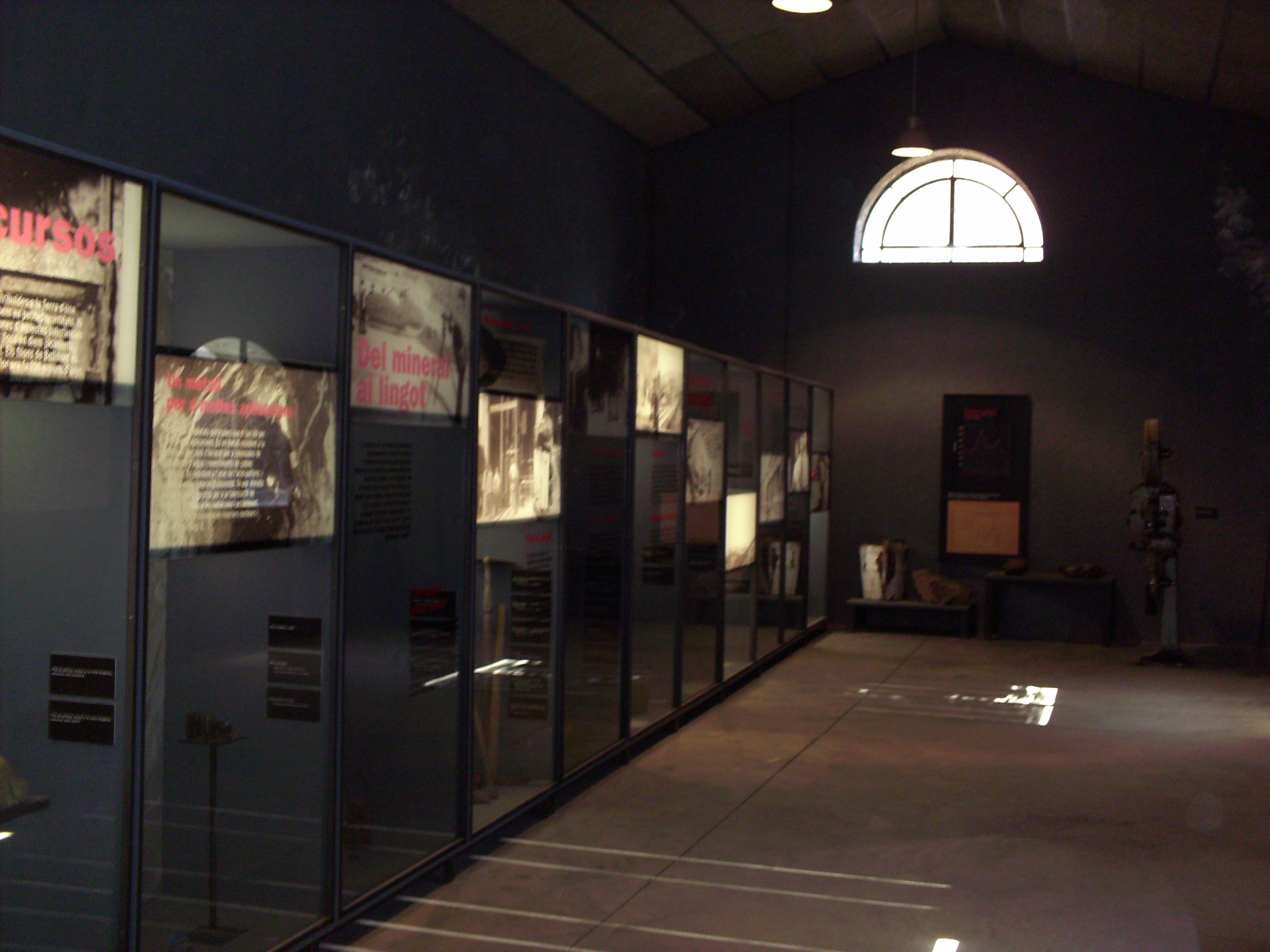
Interior del Museu de les Mines de Bellmunt del Priorat

La mina Eugènia, situada al peu del Turó del Sarraí, a 400 metres del poble de Bellmunt, era la més important de la zona, no només per les seves característiques, sinó també perquè és on es localitzaven totes les instal·lacions de l'empresa "Minas del Priorato S.A.", com és la foneria, els tallers mecànics, la fusteria, els magatzems o la mateixa Casa de les Mines on hi havia l'administració de l'empresa, els laboratoris i l'habitatge dels propietaris i dels càrrecs directius. Va ser el nucli més important de les explotacions mineres de la conca del Priorat, per les seves dimensions i pel seu rendiment extractiu. El complex industrial minero-metal·lúrgic fou construït per l'empresa concessionària de les mines, Minas del Priorato S.A., entre finals del segle xix i principis del segle XX per poder produir el plom en el mateix lloc miner. Així, del mineral objecte de l'explotació, la galena, se n'obtenia ja el plom i s'exportava en lingots.
El conjunt minero-metal·lúrgic de la Mina Eugènia va estar en actiu fins al 1972.
El conjunt de les seves instal·lacions així com un tram important de les seves galeries formen el Museu de les Mines de Bellmunt del Priorat, una iniciativa de l'Ajuntament de Bellmunt del Priorat com a projecte cultural i dinamitzador de l'economia de la zona. El Museu de les Mines de Bellmunt del Priorat permet conèixer tant el procés miner pròpiament extractiu, com aproximar-se al coneixement del procés metal·lúrgic de l'obtenció del plom a través de les restes dels elements arquitectònics de la infraestructura externa.
El projecte del Museu, alhora de protegir un patrimoni industrial molt important i únic a Catalunya, permet de revaloritzar i donar a conèixer al públic una manera de ser i un estil de vida propis d'una comunitat minera, a la vegada que la visita a la mina Eugènia permet conèixer un passat recent de la història local, així com un passat molt més antic, el de la geologia.
El conjunt miner es compon de:
- La zona de producció

a) La mina.
El sistema d'explotació més generalitzat era el de galeries unides per pous verticals. Sota terra es varen construir un entramat de galeries per extreure la galena d'uns 14 km de llargada. La Mina Eugènia compta amb un total de 20 plantes subterrànies que assoleixen 620 m. de profunditat.
La mina que es visita està a 35 m de profunditat i es recorre un tram de 700 metres de la primera galeria, que és la més antiga. Es va perforar durant la segona meitat del segle xix i s'hi accedeix per l'antiga escala d'emergència dels miners. La seva sortida està al costat de l'edifici de la fundició on actualment hi ha l'entrada del Museu.
b) Edificis d'extracció i tractament del mineral.
A la boca de la mina es va construir el conjunt industrial per al tractament del mineral, on s'obtenia ja el plom en lingots. Hi ha l'edifici del castellet d'extracció (no el castellet que es va desmuntar), la sala de màquines, la sala de la caldera, l'edifici de trituració, el rentador, la foneria i les xemeneies de conducció dels fums, els tallers...
- La casa de les mines

Dominant tot el conjunt s'aixeca la Casa de les Mines, edifici de la direcció de l'empresa Minas del Priorato, S.A. La Casa de les Mines, majestuós edifici d'estil modernista, data del 1905 i fou destinat a residència de la direcció, oficines i laboratori de l'empresa.
- La colònia minera

Cap al 1920, una de les èpoques de més prosperitat de les mines, l'empresa concessionària, Minas del Priorato S.A., va construir un conjunt d'habitatges com a prolongació del poble per donar cabuda a la nombrosa mà d'obra que arribava d'altres zones mineres de l'Estat, principalment d'Andalusia.

## Història
Les primeres explotacions es poden situar en el llarg període comprès entre la segona part del Neolític, el 3000 aC, i la civilització Eneolítica, el 2000 aC, en l'extracció de coure i plom. Es creu que aquests antics miners es limitaven a extreure la cresta del filó sense tocar la duríssima roca porfírica de la zona que, per a ells, devia ser impossible de triturar.
El procés metal·lúrgic per a l'obtenció del plom i la plata a partir del mineral de galena s'inicia als segles VII-VI aC pels pobles establerts a la zona, els quals van iniciar un intercanvi comercial d'aquests metalls.
Ara bé, la civilització que més va contribuir a l'explotació dels jaciments de Bellmunt va ser la romana. Hi ha indicis arqueològics que foren explotats a l'època romana a través de galeries excavades com ho feien en altres llocs. A Bellmunt els primers treballs es daten al 210 aC. Malauradament, l'única dada de caràcter arqueològic que tenim amb relació a l'explotació en aquella època són dues llànties d'oli que s'han conservat, tot i que es tracta d'una troballa subjecte a molts interrogants.
A l'Edat Mitjana, al s.XIV la mineria al Priorat estava consolidada segons els documents de què es disposa. A les mines de plata de Falset (fins al 1842 Bellmunt pertanyia a aquest terme) hi van treballar alguns miners originaris de l'illa de Sardenya, procedents de la vila d'Esglésies, on ja existia una llarga tradició d'explotació de plata. Alguns dels sards que van arribar a Falset van anar més enllà del treball als crossos (explotacions) i van ser incorporats a l'estructura administrativa senyorial i, d'altra banda, és possible que les relacions de les mines de Falset amb Sardenya afavorissin la introducció de novetats tècniques. A mitjan segle xiv es va produir, doncs, una intensa activitat de prospecció, obertura i extracció de minerals a Bellmunt i aquesta intensificació de l'explotació va continuar probablement fins al segle xvi i va comportar una transformació de les tècniques mineres, manifesta entre 1460 i 1540, i consistent en la utilització de mitjans mecànics com les sínies -per a l'extracció de l'aigua i del mineral-, grans galeries de drenatge, torns i eixos per al transport del mineral, màquines de trituració mogudes per força hidràulica o animal, molt més grosses i potents... Algunes d'aquestes tècniques no eren noves, però en aquest moment es posaven en funcionament de manera molt més sistemàtica. Sí que era innovador l'ús del foc en l'extracció: si la roca era tan dura que resultava impossible excavar-la, s'encenia foc a la vora i s'apagava tot seguit amb aigua. L'objectiu era produir oscil·lacions de temperatura per tal que les contraccions i dilatacions acabessin esquerdant la roca.
Durant els segles xvi i xvii, la galena extreta dels filons superficials s'usava per a l'elaboració de la ceràmica de reflexos metàl·lics i també per a la fabricació de pesos per a balances, així com altres objectes que necessitessin molt pes i poc volum. Aquestes explotacions eren fetes per particulars que pagaven tributs a la cartoixa d'Escaladei, propietària dels terrenys de 1313 a 1820. El 1750 antigues mines situades on actualment hi ha la mina Règia foren incorporades a la corona i per això es coneixien com a Mines del Rei. A partir del 1868, les propietats mineres van ser cedides a particulars sota el sistema de concessions.
La història de l'actual mina Eugènia comença el 1873 quan a les propietats d'un pagès es va trobar una gran quantitat de galena. El propietari va excavar un pou amb galeria simple d'uns 20 metres de profunditat.
La crisi de la fil·loxera, a final del segle xix, va fer que vengués els terrenys a un enginyer belga, que va començar a sondejar el terreny fins a una profunditat de 200 a 250 metres.
A principis del segle XX aquestes pertinences passen a mans de capital privat català, concretament a la Societat Folch i albiñana. El 1905 es crea i construeix la casa social de les mines sobre l'antic pou del segle xix. L'any 1916 l'empresa canvia de nom i es converteix en "Minas del Priorato S.A.", essent-ne els principals accionistes Folch (fill), Albiñana i Navarro Reverter.

## L'explotació moderna del plom[3]
L'explotació industrial s'inicia a la segona meitat del s.XIX, primerament al Molar i amb els anys es va estendre per tota la regió. L'explotació minera al Priorat va assolir el seu punt més àlgid a finals del s.XIX principis del xx. Hi hagué una vintena de mines, essent les més importants:
Bellmunt
- Mina Eugènia
- Mina Règia
- Mina Règia Antiga
- Mina Renània
- Mina Lagarto
- Mina Ramona
- Mina de la Cresta
- Mina Joaquina Primer

El Molar
- Mina Raimunda
- Mina Jalapa
- Mina Linda Mariquita
- Mina Minerològica
- Mina Serrana

Falset
- Mina Balcoli
- Mina Càndida

Dos fets molt importants marquen la revolució tecnològica en l'extracció del mineral; el primer va ser la utilització del corrent elèctric com a força motriu per a moure el castellet, desplaçant la màquina de vapor. L'any 1921 va arribar l'electricitat des de Reus. El segon fou la instal·lació de compressors per a la utilització de martells d'aire comprimit (a partir de la dècada de 1940) que van fer augmentar considerablement la rendibilitat de l'extracció.

## La vida a la colònia minera
Durant els diferents anys d'explotació minera per part de "Minas del Priorato S.A." hi va haver períodes d'intensa activitat que va requerir anar a cercar mà d'obra de fora de la comarca, concretament de pobles miners d'Andalusia (Jaén). Aquest fet va propiciar que la mateixa empresa es dediqués a construir habitatges per als nouvinguts, constituint-se així la colònia minera dalt del turó, a continuació del poble.
Les primeres cases de la colònia van ser construïdes entre 1915 i 1920 per acollir els immigrants i les seves famílies; posteriorment se'n van anar construint més segons les necessitats, ja sigui per a nouvinguts o per als que es casaven, ja que la gent jove ja no volia viure amb els pares i preferien llogar un "pis dels miners".
Entre els treballadors s'establien certes diferències segons el seu origen. Els treballadors de fora de la comarca solien ocupar les feines d'interior. Els treballadors locals, en canvi, preferien feines d'exterior; així les tasques de fonedors, dels diferents tallers i de l'administració eren ocupades per gent de Bellmunt o dels pobles propers. Això era degut, principalment, a què la gent del poble disposava d'hort o de terres que conreaven a més del treball a la mina; així la feina més buscada pels vilatans era la de fonedor, a la qual li corresponia un sou més alt que a la resta de treballadors i una jornada més curta, d'unes quatre hores diàries, cosa que feia possible combinar-ho amb les tasques de la pagesia.
La colònia minera disposava d'un establiment on l'empresa posava a disposició dels seus treballadors productes de primera necessitat a uns preus més assequibles que els dels botiguers i comerços: era l'economat, que es va fer molt important i va ser valorat pels miners sobretot els anys de la postguerra, ja que hi podien trobar els productes bàsics que aleshores escassejaven.